# Rezső Herquett
Rezső Herquett (fl. XX secolo) è stato un calciatore austriaco.

## Carriera

### Nazionale
A Herquett è attribuita da fonti magiare la presenza in un incontro della nazionale austriaca, l'amichevole contro l'Ungheria del 2 giugno 1904, anche questa viene data a Cornelius Hoffmann.